# Arcoscalpellum sociabile
Arcoscalpellum sociabile is een rankpootkreeftensoort uit de familie van de Scalpellidae. De wetenschappelijke naam van de soort is voor het eerst geldig gepubliceerd in 1905 door Annandale.